# Rafał Mazur
Rafał Mazur (* 17. Juni 1971 in Krakau) ist ein polnischer Jazz- und Improvisationsmusiker.
Mazur hatte in seiner Jugend Cellounterricht, bevor er Ende der 1980er Jahre zur Bassgitarre wechselte. Seit 2000 spielt er eine akustische Bassgitarre, die Jerzy Wysocki nach seinen Angaben gebaut hat. Er ist Gründer des ImproArt Studio für Improvisationsmusik und Organisator des Laboratory of Intuition.
In unterschiedlichen Konstellationen trat er in Polen und ganz Europa, China, Südkorea und Israel auf. Zu seinen musikalischen Partnern zählten u. a. Eve Risser, Lisa Ullén, Frédéric Blondy, Charlotte Hug, Raymond Strid, Keir Neuringer, Zsolt Sőrés, Francois Carrier, Michel Lambert, Agustí Fernández, Mikołaj Trzaska, Balázs Pándi und Attila Dóra.  Regelmäßig arbeitet er mit dem Trio Ensemble 56, dem Mazur/Neuringer Duo, dem Myriad Duo mit Dominik Strycharski und dem Majewski/Kaluza/Mazur/Suchar Quartet.

## Diskographische Hinweise
- Anna Kaluza / Artur Majewski / Rafał Mazur / Kuba Suchar: Tone Hunting (Clean Feed Records, 2013)
- Trzaska / Mazur / Pándi: Tar & Feathers (Gusstaff Records, 2014)
- Ramon Lopez, Percy Pursglove, Rafał Mazur: Threefold (Not Two Records, 2018)
- Keir Neuringer & Rafal Mazur: The Continuum (Fundacja Słuchaj, 2020)
- Kaluza | Majewski | Mazur | Trilla: The Night of the Swift (Fundacja Słuchaj, 2020)